# المساكن الكائنة بالجهة الجنوبية الغربية للسوق (دقة)
المساكن الكائنة بالجهة الجنوبية الغربية للسوق هو معلم أثري تونسي مصنف من قبل المعهد الوطني للتراث يقع في ولاية باجة في الشمال الغربي التونسي، تحديدا في دقة تم تصنيف المعلم في يوم 25 يناير 1922.

## مقالات ذات صلة
- قائمة المعالم الأثرية المصنفة في تونس